# بادي شومان
بادي شومان (بالإنجليزية: Buddy Shuman)‏ هو مهندس أمريكي، ولد في 8 سبتمبر 1915 في تشارلوت في الولايات المتحدة، وتوفي في 13 نوفمبر 1955.

## وصلات خارجية
- بادي شومان على موقع Racing-Reference.info (الإنجليزية)